# Boomerang (Nicole Scherzinger)
Boomerang è un singolo della cantante statunitense Nicole Scherzinger. Pubblicato nel marzo del 2013, due anni dopo la pubblicazione del suo album Killer Love.

## Video musicale
Nicole ha lavorato con la registra Nathalie Canguilhem per il video. Il video è stato filmato a Londra nel novembre del 2012 e pubblicato in rete il 25 gennaio del 2013. Con questo video, il 27 marzo vince l'award ai Social TV Awards per aver ottenuto 7.000.000 di visualizzazioni su You Tube in solo due settimane.

## Performance
Boomerang è stata eseguita per la prima volta al Let's Dance For Relief Comic il 2 marzo 2013. Nicole ha eseguito il singolo al concerto di beneficenza al Give It Up For Relief Comic alla Wembley Arena di Londra il 6 marzo 2013. La canzone è stata eseguita anche su The Jonathan Ross Show il 9 marzo 2013.

## Classifiche
| Classifica (2013) | Posizione massima |
| ----------------- | ----------------- |
| Irlanda           | 9                 |
| Regno Unito       | 6                 |
| Repubblica Ceca   | 9                 |
| Scozia            | 1                 |
| Slovacchia        | 19                |
| Ungheria          | 4                 |